# Sarokba szorítva (televíziós sorozat, 2007)
A Sarokba szorítva egy 2007-es amerikai telenovella a Venevision Internationaltól. Főszereplői: Alejandra Lazcano, David Zepeda, Maritza Rodríguez, Jorge Luis Pila, Mariana Torres, William Levy és Sonya Smith. A főcímdalt Ángel Arce adja elő, melynek címe: Acorralada. A sorozat 2007. január 15-étől 2007. október 5-éig futott az Univision csatornán. Magyarországon 2011. október 6. és 2012. május 24. között került adásba az RTL Klub-on.

## Történet
|  | Alább a cselekmény részletei következnek! |

Ez a történet négy fiatalról szól akik nem lehettek együtt szerelmükkel. De ennek a történetnek van eleje is.
Fedora Garcés Ledezma egy jól menő parfümgyár elnöke. Octavia Irázabal a gyár titkárnője, egy nap úgy dönt eltávolítja Fedorát az elnöki székből mert magának akarja azt. Octavia ráveszi férjét, Oraciót akiről köztudott, hogy hamar kijön a sodrából ölje meg Fedora férjét Pablót. Ezután úgy manipulálják a bizonyítékokat, hogy minden jel Fedorára mutasson. Octavia még a testvérét Yolandát is hamistanuzásra bírja. Mielőtt Fedorát lecsuknák elrabolja tőle a gyerekeit, egyik bűntársával egy bizonyos Skorpióval. Skorpió a gyerekeket egy koldusra Miguelina Sorianora bízza. Octavia, hogy ne kelljen a férjével osztozkodnia a gyáron egy vacsora során megmérgezi őt.
20 év elteltével Fedora kiszabadul, és egyik barátjánál Paconál talál menedéket. Sirály néven énekesnőként, lép fel esténként. Paco bár szerelmes belé, ő ezt nem viszonozza eleinte mert csak a bosszúvágy hajtja amit Octavia ellen érez.
Diana Soriano egy kedves fiatal lány, aki friss diplomás ápolónőként kezd el dolgozni a kórházban. Hugával Gaby-val és nagymamájával Miguelinával él együtt. Azt azonban egyikük sem sejti, hogy ők valójában Fedora elveszett lányai. Gaby a híres Irázabal családnál dolgozik mint szobalány. Diana megtetszik a kórházban Dr. Ignacio Montielnek aki zaklatni kezdi, ezt a lány azonban nem hagyja és véletlenül lelöki Ignaciót egy lépcsőn. Ezek után nem maradhat a kórházban, és nemsokára ő is az Irázabal házban köt ki, mert ő lesz az idős Santa nagyi ápolónője.
Maximiliano Irázabal Octavia legidősebb fia, aki a parfümgyárban dolgozik az anyjával. Az első nap ahogy meglátja Dianát azonnal beleszeret. Max azonban őriz egy titkot, mégpedig két évvel ezelőtt a felesége Marfil egy golyót kapott amit neki szántak. Hogy elkerüljék az emberek részvét nyilvánítását, azt mondták Marfil meghalt de valójában nem, hanem csak kómában fekszik az egyik szóbában már két éve. Bruna a cseléd, aki Marfil dadája is egyben tudja, hogy Marfilnak van egy ikertestvére Deborah. Úgy érzi eljött a cselekvés ideje, kicseréli a két nőt, hogy Max még véletlenül se tudjon beleszeretni Dianába. A terv tökéletesen sikerül és "Marfil" azaz Déborah felébred a "kómából".
Bár Deborah mindent elkövet, hogy Max elfelejtse Dianát, de már késő a fiatalok egymásba szeretnek. Larry Octavia második fia, amikor barátnője Pilar faképnél hagyja az oltár előtt, egy kis idő múlva Gabyt veszi feleségül de ez a házasság maga a szenvedés. Diana is máshoz megy férjhez. Hamarosan azonban rá kell döbbeniük, hogy a családjaik nem azok akiknek hitték eddig, rengeteg titok rejtőzik a múltjukban...
Kike és Pilar gyereket csinálnak, hogy Larry elfelejtse Gabyt, mivelhogy szereti a lányt, ezért Pilar azt mondja Larry-é a gyerek. Egy bevásárlóközpontban Pilar le akarja lökni Gaby-t a mozgólépcsőről, de ő maga esik le. Pilar elhiteti Larry-vel, hogy Gaby egy gyilkos mert lelökte és elvesztette a gyerekét. De hamar kiderül az igazság mert Sandy, Pilar barátnője tanúsitotta ezt a jelenetet. Később Marfil és Andres megölik Deboraht. Ezt Andres meg akarja ünnepelni ezért betör a villába és megerőszakolja Gaby-t ahogyan korábban tette vele. Gaby először egy késsel fenyegetőzött de leejtette rémületében, aznap vásároltak egy pisztolyt azt megtalálta és a mellkasába lőtt, úgyhogy szörnyet halt.
Kike megkéri Gaby kezét és ő igent mond mivel az édesanyja ehhez ragaszkodik. Az esküvőn megjelenik Larry. A szertartás után Gaby megszökik Larry-vel, de még van egy pere. Majd Fedora újdonsült szerelme Rodrigo lánya Sharon eljön aki egy álszent kretén csaj akinek csak a bosszúra fáj a foga. Mindenkivel felveszi a harcot, miközben apuci erről nem tud, később megjelenik egy bizonyos Marcela akit Max feleségül vesz. De a lányok és a fiúk megtudják kik valójában azok akik átverték, csúfoltál, lenézték őket, és hamarosan ők is együtt lehetnek, boldogan, boszorkányok és gonoszak nélkül és nekik is lesz haláluk napjáig HAPPY END!!!!

## Szereposztás

### Szereplők
| Színész(nő)         | Szerepnév                                                 | Megjegyzés | Magyar hang        |
| ------------------- | --------------------------------------------------------- | --- | ------------------ |
| Alejandra Lazcano   | Diana Soriano                                             | Főhősnő, Fedora lánya, Gaby nővére, Max szerelme                                                                        | Kisfalvi Krisztina |
| David Zepeda        | Maximiliano Irázabal Alejandro Salvatierra                | Főhős, Diana szerelme                                                                                                   | Varga Rókus        |
| William Levy        | Larry Irázabal                                            | Főhős, Gaby szerelme | Posta Victor       |
| Mariana Torres      | Gabriela «Gaby» Soriano                                   | Főhősnő, Diana húga, Fedora lánya, Larry szerelme                                                                       | Dögei Éva          |
| Sonya Smith         | Fedora Garces Ledezma                                     | Diana és Gaby anyja | Götz Anna          |
| Maritza Rodríguez   | Marfil Mondragón de Irázabal /Déborah Mondragón de Dávila | Maximiliano felesége, Déborah ikertestvére Bruna lánya/ Marfil ikertestvére, Bruna lánya                                | Kökényessy Ági     |
| Elizabeth Gutiérrez | Paola Irázabal v. Paola Vázquez                           | Octavia lánya, Maximiliano és Larry testvére                                                                            | Németh Borbála     |
| Frances Ondiviela   | Octavia Alarcón de Irázabal Alicia                        | Maximiliano, Larry és Paola édesanyja                                                                                   | Bertalan Ágnes     |
| Jorge Luis Pila     | Diego Suárez                                              | Lala Fia Szerelmes Diana-ba, később Camila és Ignacio bűntársa                                                          | Szatmári Attila    |
| Ofelia Cano         | Yolanda Alarcón                                           | Octavia testvére, Maximiliano, Larry és Paola nagynénje                                                                 | Kocsis Judit       |
| Roberto Mateos      | Francisco «Paco» Vásquez                                  | A Bár tulaja, ahol Fedora énekel egy ideig Fedora "Sirály" Szerelme Paola és Caramelo apja                              | Megyeri János      |
| Maritza Bustamante  | Caramelo Vásquez                                          | Paco lánya Gaby Diana és később Silvita barátnője egy ideig Pancholo barátnője majd felesége végül hozzámegy Emilio-hoz | Fésűs Bea          |
| Virna Flores        | Camila Linares                                            | Diana ellensége Marfil barátnője, szerelmes Maximilianóba Emilio testvére Silvita unokatestvére                         | Sallai Nóra        |
| Raúl Olivo          | Emilio Linares                                            | Maximiliano barátja Camila testvére Silvita unokatestvére Caramelo későbbi férje.                                       | Haagen Imre        |
| Mariana Huerdo      | Silvita Delgado                                           | Camila és Emilio unokatestvére később Gaby, Diana és Caramelo barátnője                                                 | Szabó Zselyke      |
| Griselda Noguera    | Lala Suárez                                               | Házvezetőnő az Irázabal házban Diego és Pancholo anyja Miguelina barátnője                                              | Halász Aranka      |
| Julián Gil          | Francisco «Pancholó» Suárez                               | Lala fia Paola és Caramelo férje                                                                                        | Bor László         |
| Juan Vidal          | Enrique «Quique» Díaz                                     | Gaby férje |                    |
| Diana Osorio        | Pilar Álamo                                               | Larry ex menyasszonya                                                                                                   | Martin Adél        |
| Paulo César Quevedo | René Romero                                               | Paola barátja, Yolanda pasija                                                                                           | Szkárosi Márk      |
| Orlando Fundichely  | Dr. Ignacio Montiel                                       | Diana ellensége Adrés, Camila és Diego bűntársa                                                                         | Holl Nándor        |
| Yul Bürkle          | Andrés Dávila                                             | Ignacio bűntársa Déborah férje                                                                                          | Pálmai Szabolcs    |
| Grettel Trujillo    | Isabel Blanco                                             | Ápolónő Marfilt ápolja míg beteg                                                                                        | Papp Györgyi       |
| Alicia Plaza        | Bruna Pérez                                               | cseléd az Irázabal házban, Déborah és Marfil édesanyja                                                                  | Szórádi Erika      |
| Nelida Ponce        | Miguelina Soriano                                         | Diana és Gaby fogadott nagymamája ő nevelte fel őket                                                                    | Bókai Mária        |
| Lucero Lazo         | Santa vda. de Irázabal                                    | Maximiliano és Larry nagymamája                                                                                         | Kassai Ilona       |
| Liannet Borrego     | Nancy                                                     | Cseléd az Irázabal házban Szerelmes Diegoba                                                                             | Roatis Andrea      |
| Julio Capote        | Lorenzo Ferrer                                            | Paco bárjában dolgozik                                                                                                  | Kajtár Róbert      |

### Vendég–mellék–és egyéb szereplők
| Színész(nő)        | Szerepnév               | Megjegyzés                                                                | Magyar hang        |
| ------------------ | ----------------------- | ------------------------------------------------------------------------- | ------------------ |
| Bernie Paz         | Rodrigo Santana         | Sharon apja Fedora férje                                                  | Rajkai Zoltán      |
| Valentina Bové     | Sharon Gil-Santana      | Virginia és Rodrigo lánya Gaby ellensége Quique szeretője                 | Csifó Dorina       |
| Mari Monge         | Virginia Gil            | Sharon anyja                                                              | Sági Tímea         |
| Claudia Reyes      | Fiona Valente           | Eduardo felesége szerelmes Maximilianoba Marfil, Camila és Diego bűntársa | Zakariás Éva       |
| Edurardo           | Gonzalo Vivanco         | Maximiliano barátja Fiona férje                                           | Fekete Zoltán      |
| Mirta Renée        | Marcela                 | Maximiliano felesége                                                      | Major Melinda      |
| Nury Flores        | Mercedes                | Marcela nagynénje                                                         | Szabó Éva          |
| Andrés García jr.  | Álvaro Ferrer           |                                                                           | Láng Balázs        |
| Osvaldo «Pillangó» | William Colmenares      | Silvita barátja                                                           | Kerekes József     |
| Andrés Mistage     | Jorge                   | Silvita férje                                                             | Szabolcsi Zalán    |
| Salim Rubiales     | Ismael                  |                                                                           | Horváth Gergely    |
| Víctor Rodríguez   | Skorpió                 | Octavia bűntársa                                                          | Galbenisz Tomasz   |
| Khotan Fernández   | Gerardo                 |                                                                           | Kocsis János       |
| Yamil Sesin        | Dr. Leonardo Valladares | Marcela későbbi barátja                                                   | Magyar Bálint      |
| Enrique Arredondo  | Dr. Quintana            |                                                                           | Halász Lajos       |
| Sandra García      | Samantha «Méreg» Castro |                                                                           | Bessenyei Emma     |
| Enrique Herrera    |                         | Kórházigazgató                                                            | Cs. Németh Lajos   |
| Reinaldo Cruz      |                         | Pszichológus                                                              | Szakos Balázs      |
| Armando Acevedo    | Gómez felügyelő         | rendőr                                                                    | Kerekes József     |
| Corina Azopardo    | Villagrande bírónő      |                                                                           | Menszátor Magdolna |
| Sebastián Ligarde  | Borges ügyvéd           |                                                                           | Barna Arnold       |
| Miguel Gutiérrez   | Reynoso ügyvéd          |                                                                           | Nónás István       |
| Juan Troya         |                         | Ügyész                                                                    | Cs. Németh Lajos   |
| Fabiola Colmenares |                         | Színésznő                                                                 | Hajós Noémi        |
| Héctor Soberón     | Horacio Irázabal        | Maximiliano és Larry apja                                                 | Imre István        |
| Pablo Ledezma      | Thauro                  |                                                                           | Nem szólal meg     |

## Érdekességek
- Sonya Smith és Roberto Mateos már korábban játszott szerelmespárt a Milagros című telenovellában.
- Ez a második olyan telenovella, amelyben Sonya Smith lányát Mariana Torres játssza. Először a Sosem feledlek-ben, majd később a Bűnös szerelemben és a Vuélveme a querer-ben is anya-lánya kapcsolatban álltak.
- Ebben a telenovellában játszott először testvérpárt David Zepeda és William Levy. Másodszor a Kettős játszmában volt ilyen szerepük.
- Elizabeth Gutiérrez és William Levy a sorozatban testvérek, a valóságban Elizabeth William barátnője volt.

## Fordítás
- Ez a szócikk részben vagy egészben  az   Acorralada című angol Wikipédia-szócikk fordításán alapul.  Az eredeti cikk szerkesztőit annak laptörténete sorolja fel. Ez a jelzés csupán a megfogalmazás eredetét és a szerzői jogokat jelzi, nem szolgál a cikkben szereplő információk forrásmegjelöléseként.